# 30126 Haviland
30126 Haviland è un asteroide della fascia principale. Scoperto nel 2000, presenta un'orbita caratterizzata da un semiasse maggiore pari a 2,2929151 UA e da un'eccentricità di 0,0912223, inclinata di 7,92740° rispetto all'eclittica.